# Miguel Serrano

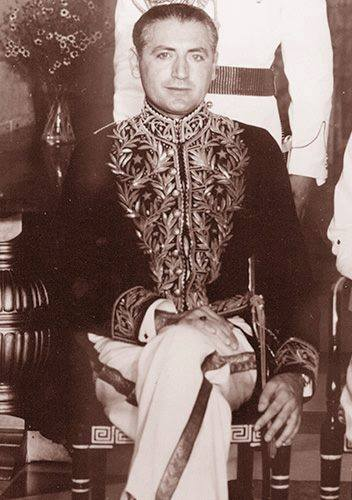
Miguel Serrano in Indien, 1957

Miguel Serrano (Miguel Joaquín Diego del Carmen Serrano Fernández; * 10. September 1917 in Santiago de Chile; † 28. Februar 2009 ebenda) war ein chilenischer Diplomat, der als Propagandist eines „esoterischen Hitlerismus“ sowie als Antisemit und Holocaustleugner bekannt wurde.

## Leben
Miguel Serrano stammt mütterlicherseits aus dem gräflichen Geschlecht de la Sierra Bella, deren Grundbesitz nahe Santiago bei Las Condes lag; aus der Familie seines Vaters gingen bekannte Dichter, politische Idealisten und Diplomaten hervor. Seine Mutter starb, als er fünf Jahre alt war; drei Jahre später verlor er auch seinen Vater. Er lebte dann bei der Mutter seines Vaters in Santiago sowie einem Landherrenhaus im Clarotal am Fuße der Anden. Von 1929 bis 1934 besuchte er das Internado Nacional Barros Arana, das gute Beziehungen zu Deutschland unterhielt.
Nachdem ein Freund bei einer Schlägerei mit chilenischen Nacistas getötet worden war, begann er, für linksgerichtete Zeitschriften zu schreiben, lehnte jedoch bald marxistische Lehren und kommunistische Realpolitik ab. Nach dem gescheiterten Staatsstreich der Nacistas am 5. September 1938 überwog für ihn deren Aura eines „heroischen Märtyrertums“. Er sympathisierte mit dem Movimento Nacional-Socialista, schrieb Artikel für die Parteizeitung und begleitete den „Führer“ des Movimento auf Propagandareisen.
Nach dem deutschen Überfall auf die Sowjetunion widmete er sich vollständig der nationalsozialistischen Propaganda. Ab 1941 veröffentlichte er vierzehntäglich unter dem Titel „La Nueva Edad“ politische Kommentare und literarische Rezensionen. Serranos Neigung zu Verschwörungstheorien wurde im Herbst 1941 zur Obsession, als er die Protokolle der Weisen von Zion in die Hände bekam, die ihn zum inbrünstigen Antisemiten machten.
1951 besuchte er die Ruinen des Führerbunkers in Berlin und verharrte stundenlang vor den Mauern des Kriegsverbrechergefängnis Spandau, in dem Rudolf Heß und andere führende Nationalsozialisten inhaftiert waren.
Nach dem Krieg gehörte er von 1953 bis 1962 dem chilenischen diplomatischen Corps in Indien an, bei dem er schließlich Botschafter wurde. Von 1962 bis 1964 war er Botschafter Chiles in Jugoslawien, von 1964 bis 1970 in Österreich, wo er als Botschafter bei der Internationalen Atomenergiebehörde und bei der UNIDO (United Nations Industrial Development Organization) arbeitete, bis er von der Regierung unter dem neu gewählten marxistischen Salvador Allende unerwartet entlassen wurde. Daraufhin ging er ins Exil nach Camuzzi in Montagnola (Kanton Tessin), wo er sich der literarischen Verarbeitung religiöser Mythen widmete.
Er unterhielt weltweite Kontakte zu Alt- und Neofaschisten wie Léon Degrelle, Otto Skorzeny, Hans-Ulrich Rudel, Hanna Reitsch, Matt Koehl und Florentine Rost van Tonningen.
Serrano behauptete, dass die Deutsche Antarktische Expedition 1938/1939 im Königin-Maud-Land eine Möglichkeit entdeckt hätte, um mit geheimen Städten im Erdinnern zu kommunizieren, in die sich die Hyperboräer vor einer Katastrophe nach einer Polumkehr geflüchtet hätten. Während der Kriegsjahre hätten die Nationalsozialisten dort eine geheime Basis errichtet, in die Adolf Hitler mit einer fliegenden Untertasse entkommen sei, um den „esoterischen Krieg“ bis zum heutigen Tage weiterzuführen.

## Esoterischer Hitlerismus
1941 trat Serrano in einen von einem Deutschen gegründeten esoterischen Orden ein, der angeblich einer geheimnisvollen brahmanischen Elite im Himalaya Gefolgschaft geschworen hatte und deren Mitglieder die glühende Bewunderung Hitlers vereinte. Hier reicherte er seine apokalyptische NS-Ideologie mit Gedankengut aus Hinduismus und Yoga an. Die Gruppe praktizierte rituelle Magie, tantrisches und Kundalini-Yoga. Die „yogische Erfahrung des Aufsteigens“ setzte der Meister des Ordens in Beziehung zu Nietzsches Willen zur Macht; er sah Adolf Hitler als ein Wesen höchster Willenskraft und Eingeweihten vedisch-arischer Lehren.
Anfang der 1940er Jahre hing er dem Glauben an den Mythos von einer Weltverschwörung von Juden, Geheimbünden und Kommunisten an. Nach Kriegsende ging Serrano davon aus, dass Hitler nicht tot, sondern im Kälteschlaf sei, und unternahm 1947 und 1948 zwei Expeditionen in die Antarktis, um ihn zu finden.
Serrano konnte die Niederlage des Dritten Reichs nicht akzeptieren. Er behauptete, Hitler sei im Inneren der hohlen Erde noch am Leben und plane, mit Hilfe von hochentwickelten Flugscheiben das Dritte Reich zu vollenden. Auch stellte er sich vor, er habe auf seiner Flucht Station in warmen Oasen der Antarktis gemacht, bevor er in seine archetypische Heimat unter der Schwarzen Sonne zurückgekehrt sei. Alternativ spekulierte er über Paralleluniversen und „astrale Wurmlöcher“. Nachdem in Chile die Linken an die Macht gekommen waren und nach dem abrupten Ende seiner diplomatischen Karriere wandte sich Serrano erneut dem Nazismus zu, begründete seinen „esoterischen Hitlerismus“ und war lange Vorsitzender der Nationalsozialistischen Partei Chiles. Sein 600 Seiten umfassendes philosophisches Vermächtnis unter dem Titel Adolf Hitler, der letzte Avatar beschäftigt sich mit der Thule-Philosophie. Serrano hielt Hitler für den 10. Avatar von Vishnu, den Kalki-Avatar, der in menschlicher Gestalt erschienen sei, um ein neues Zeitalter einzuleiten. Er hielt Hitler für einen freiwillig inkarnierten Tulku oder Boddhisatva, der außerhalb jeder Kritik stehe.

### Gründung einer gnostischen Religion
Serrano kreierte eine gnostische Religion, deren Kern auf Visionen basierte, die ihm von einem unsichtbaren Meister zuteilgeworden seien, dem er unterstellt sei. Ideologisch orientierte er sich an den dualistischen Implikationen, die dem Katharismus, dem Antisemitismus und dem jungschen Konzept der Projektion des „Schattens“ innewohnten, und sah in den Archetypen Götter, die über ihre Rassen regierten. Seiner Kosmogonie lag die Idee vom Fall des Menschen als einem ursprünglich göttlichen Wesen zugrunde. Seine gnostische Lehre verkündet den überirdischen Ursprung der Arier, die er als göttliche Lichträger betrachtete, und warnte vor einer weltweiten Verschwörung gegen diese. Er interpretierte das kollektive Unbewusste biologistisch-rassistisch als „Gedächtnis des arischen Blutes“. Besonders deutliche Anleihen machte er bei C. G. Jungs Archetypenlehre. So habe der arische Archetyp Hitler als Medium der Einwirkung auf die Welt erkannt. Serrano bezeichnete Adolf Hitler als „Messias“ und übernahm Savitri Devis Vorstellung von Hitler als Avatar Vishnus, Shivas oder Wotans; sein Ziel sei gewesen, die verlorene Göttlichkeit der Arier wiederherzustellen.

### Manichäischer Dualismus
Im Gegensatz zur anfänglich in seinen dichterischen Werken idealisierten spirituellen Einheit und Integration verfiel Serrano immer mehr der Idee zweier sich konträr gegenüberstehender Archetypen des Lichts und der Finsternis. Er postulierte in einer Variation des Gnostizismus ein ursprüngliches göttliches Lebensfeld, aus dem ein Teil der ursprünglichen Gottmenschen abgestiegen sei, die sich nun in unserer physischen Seinssphäre verfangen hätten. Im irdischen Exil müssten die gefallenen Menschen in einer ewigen Abwärtsspirale ihr Dasein fristen, würden sie nicht von herabgestiegenen divyas im Rahmen eines göttlichen Rettungsplans aus der Gefangenschaft befreit werden. Dieser Doktrin liegt ein scharfer manichäischer Dualismus zugrunde, in dem der Fall der ursprünglichen Gotteswesen auf die Rebellion des Demiurgen zurückgeführt wird, der ein falscher, betrügerischer Gott sei.

### Bezugnahmen auf die Katharer und den Demiurg
In der Kosmologie Serranos wird der Ursprung des Bösen durch die Grundidee des Falls eines Teils der Menschheit aus einem ursprünglich guten göttlichen Lebensfeld in unsere koexistente böse Welt erklärt. Der Gnostik der Katharer entnahm er unter anderem die manichäisch-dualistische Vorstellung eines rebellischen Demiurgen, der eine mindere Art von Schöpfung aus Materie formte. Wie die Manichäer identifizierte er den bösen Demiurg mit Jehova, dem Gott des Alten Testaments, der nichts mit dem weit über dem irdischen Bereich stehenden wahren Gott zu tun habe. Mit dieser Doktrin implizierte Serrano, dass Jehova, die Stammesgottheit der Juden, der Gott des Bösen und der Finsternis sei und die Juden folglich nichts anderes als Teufelsanbeter seien.

### Ich-Tod und Selbstvernichtung zwecks Transfiguration zum Übermenschen
Serrano betont immer wieder, dass der Mensch und das Ich vernichtet werden müssten, um zum „gottähnlichen Übermenschen“ transfigurieren zu können. Damit steht er in der Tradition aller NS-Visionäre und deren Erben, die die „Ich-Ersterbung“ als wichtigen Baustein und Voraussetzung zur Apotheose als Gottmensch in ihre „Religionsarchitektur“ eingebaut haben.

### Otto Rahn und die „Montségur-Tibet-Connection“

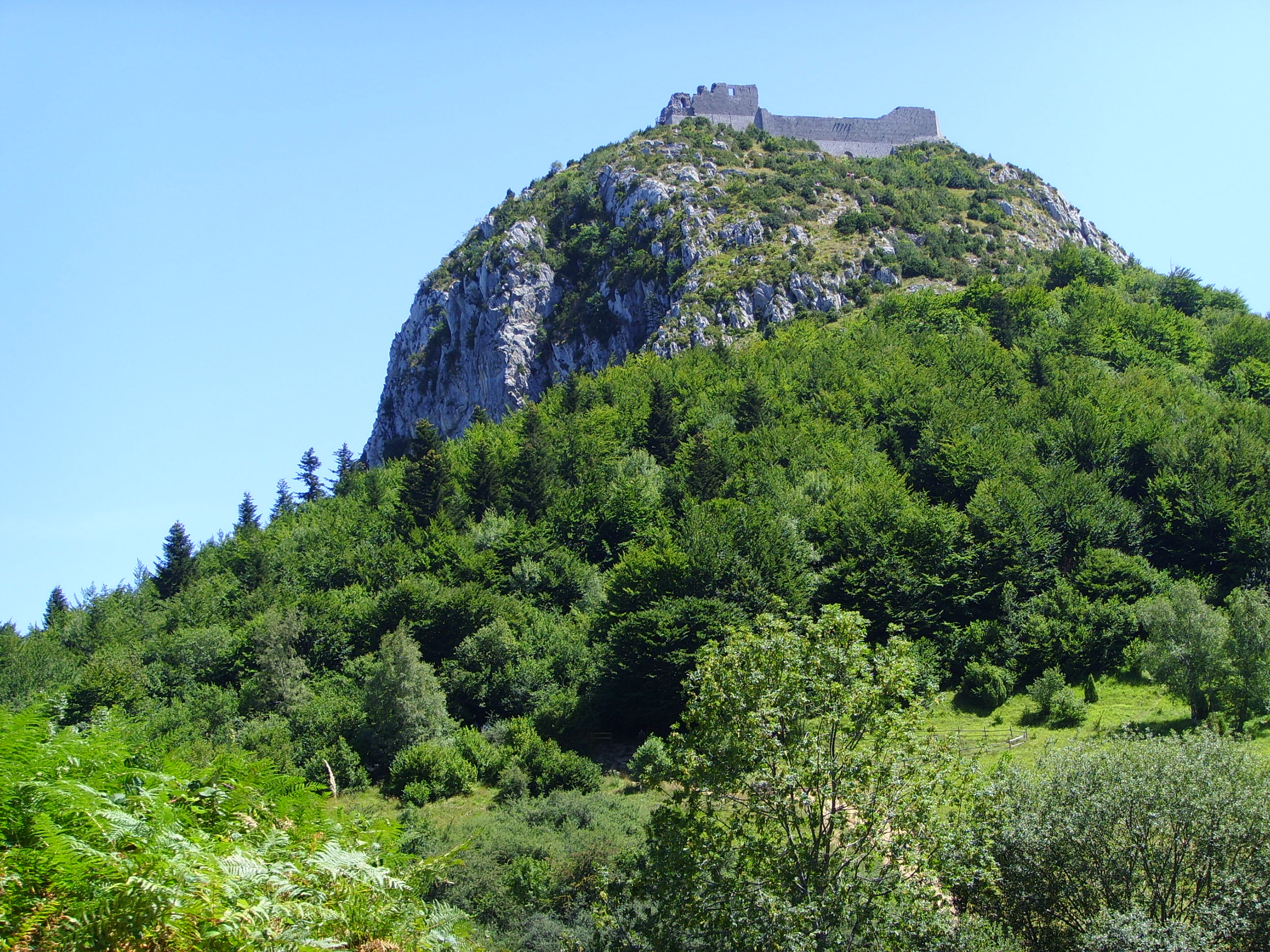
Der Berg Montségur biete nach Serrano spiritistische Kontaktmöglichkeiten nach Tibet.

Der SS-Obersturmführer und Romanist Otto Rahn ist eine der wichtigsten und meistzitierten Bezugspersonen Serranos. Durch Rahns französische Kontakte zu Antonin Gadal und das Umfeld der Les Polaires wurde Serrano zu der Spekulation inspiriert, wonach die Möglichkeit bestehe, von Montsegur aus in unmittelbaren Kontakt zu Tibet zu treten.

### Die Soldaten Shambalas: Argonauten, Gralsritter, Templer, Rosenkreuzer und SS
Im SS-Mystizismus Serranos wird zwischen einer inneren und einer äußeren SS-Schutzstaffel unterschieden. Der innere Kreis der SS habe aus Sonnenmenschen, Supermännern, Menschengöttern und Menschen-Magiern bestanden, die alle in Kontakt zu dem unterirdischen Königreich Shambala stünden. Zu den Soldaten Shambalas gehören gemäß Serrano die Kämpfer der Bhagavadgita, die Argonauten, die Gralsritter, Templer, Rosenkreuzer und zuletzt die Elite der SS. Diesem inneren esoterischen Kreis des Schwarzen Ordens durfte nur angehören, wer mehrere Einweihungsriten durchlaufen habe. Neben ständiger Kriegsbereitschaft sei die Fähigkeit zur Präerinnerung an den arischen Ursprung der Kriegermönche eine Disziplin der linksgerichteten magischen Ritterschaft.

### Antisemitismus als theologische Doktrin
Serrano zufolge sind die Juden keine eigenständige Rasse, sondern ein Bastardvolk, das den hyperboreischen Ariern ihr göttliches Geburtsrecht geraubt habe. Er beschuldigte die Juden, ihre verfälschte Nationalgeschichte und ihre Pseudo-Religion dem Rest der Welt als Heilsweg aufgezwungen zu haben. In Serranos Vorstellung fließt in den Adern der Arier das Blut der von der „Schwarzen Sonne“ stammenden divyas, während die Juden als Antagonisten die bösen Archetypen verkörpern, die als Gegenrasse vom Geist des Herrn der Finsternis erfüllt seien. Einige der Götter seien in die materielle Welt herabgestiegen und siedelten auf Hyperborea, einem ringförmigen Kontinent um den Nordpol. Um Erde und Natur zu vergeistigen, ordneten sie die vom Demiurgen erschaffenen farbigen Rassen in ein festes Kastensystem ein. Mit der Vermischung einiger Gott-Menschen mit „Tier-Menschen“ begann jedoch ein Kreislauf zunächst des Verfalls des hyperboreischen Goldenen Zeitalters, bis hin zum Kali-Yuga der Moderne.
Serrano lehnte Christentum, Aufklärung und Rationalismus ab. Er sah die Moderne durch einen abstrakten, mechanistischen „jüdischen Geist“ geprägt, der zur Zersprengung eines „einheitliche[n] arischen Universum[s]“ (Julius Evola) führe, besonders durch eine Reduktion aller Existenz auf subatomare Teilchen und Mathematik. Treibende Kraft dieses Zyklus der Zeitalter seien Verschwörung und Krieg: Mythologische Kriege wie auch der Zweite Weltkrieg seien Strafaktionen gegen diejenigen, die ihr göttliches Blut verunreinigt haben. Hitlers Ziel als Avatar sei es gewesen, ein neues Goldenes Zeitalter herbeizuführen. In Adolf Hitler, Der letzte Avatar (1984) erzählt Serrano außerdem eine Kosmologie von Göttern, die am Rand der Galaxie, außerhalb unter der „Schwarzen Sonne“, oder jenseits von Zeit und Raum im Grünen Strahl leben, über die Macht des Vril und das Dritte Auge verfügen.

### Esoterische Ufologie und Hitlers Flucht in die Hohlerde
Laut Serrano sei Adolf Hitler am 30. April 1945 nicht gestorben, sondern durch einen von Albert Speer entworfenen unterirdischen Gang, der den Führerbunker mit dem Flughafen Tempelhof verbunden habe, entkommen. Von dort sei er mit einer geheimen nationalsozialistischen Reichsflugscheibe zunächst ins unterirdische Mythenreich Shambhala und später in die Antarktis geflogen. Von dort sei Hitler in das hohle Innere der Erde geflüchtet, wo er seinen hyperboreischen Stammplatz bezogen habe, um auf seine triumphale Wiederkehr zu warten. In der „Esoterischen Ufologie“ Serranos finden sich extrem hierarchische Strukturen und rassistische Konzepte. Bezüglich Hitlers Flucht zum Südpol kolportierte Serrano einerseits nur die Lieblingsthemen der Neonazi- und Sensationsliteratur, andererseits war er so überzeugt davon, dass er sich 1947/48 als Journalist der Antarktisexpedition der chilenischen Armee anschloss, um sein Idol aufzuspüren. Hitler werde gemäß Serrano in der Hohlerde als Führer eines irdischen Paradieses von seinen treuen SS-Kriegern geschützt und sei dort ständig mit den Vorbereitungen zu seiner Wiederkunft beschäftigt. Hitler könne nach Belieben zur Erde zurückkehren, weil er als Befreiter (Jivamukti) an kein Karma mehr gebunden sei und sich als Shambala-Fürst jederzeit auf Erden wiederverkörpern könne. Der deutsche Diktator habe zwar den Krieg verloren, aber durch sein Opfer die Ideale der ursprünglichen Kriegerkaste aus Shambala gerettet. Hitler bereite sich nun auf die fürchterliche Endschlacht Harmageddon vor, um mit seinem letzten Bataillon die weiße Rasse vom Despoten der Finsternis, dem Demiurgen Jehova, zu befreien. Dazu werde Hitler an der Seite Serranos am Ende des Kali-Yuga mit seiner UFO-Armee aus dem Erdinnern hervortreten, um den letzten Kampf zu entfesseln.

### Holocaustleugnung
Die Vernichtung von sechs Millionen Juden im Holocaust hielt Serrano für „eine der größten Betrugsfälle der Menschheit.“ Die Zahl der getöteten Juden habe bei Kriegsende eine Million noch nicht erreicht. Serrano leugnete den Holocaust als rein symbolisch. Die Zahl 6 sei ein Archetyp des jüdischen kollektiven Unbewussten und die Opferzahl von 6 Millionen eine Erfindung, deren Wurzeln in einer „kabbalistischen Weltverschwörung Jehovas“ lägen. Die Wirklichkeit des Dritten Reichs – Tyrannei, Folter, und Unterdrückung – wurde systematisch ausgeblendet und ersetzt durch Mythen über imaginäre SS-Helden, deren phantastische Unterwelt und das arische Millenium. Bereits 1941 hatte er nach Lektüre der Protokolle der Weisen von Zion die Theorie einer jüdischen Weltverschwörung übernommen und den Zionismus als besonderen Gegner betrachtet. Für Serrano sind die Juden an allen Sünden, allem Leid und allem Chaos schuld, weil sie das Ziel verfolgten, die Erde und alle Kreaturen zu versklaven und letztlich auszulöschen. Serrano verehrte die SS als esoterischen Orden, der auf der Suche nach dem Heiligen Gral des hyperboreischen Blutes gewesen sei. Er habe auf der Wewelsburg Yoga und geheime Riten praktiziert, um das Arier-Gedächtnis wiederherzustellen und eine „Große Transmutation“ in Gott-Menschen zu erreichen.

## Gegenwartseinflüsse
Serranos Werke machen einen wichtigen Zweig der New-Age-Industrie aus und stehen exemplarisch für eine ganze Reihe ähnlicher Veröffentlichungen unter dem Namen „Esoterischer Hitlerismus“. Serranos mystischer Neo-Nazismus, seine Abhandlungen über die gnostischen Katharer, die Rosenkreuzer-Mysterien, Hindu-Avatare, UFOs, außerirdische Götter, seine Theorien über eine Verschwörung der Juden und seine Rassenideologie arischer weißer Überlegenheit wirken abgetrennt von historischen Kontexten wie eine Pop-Mythologie. Seine Bücher wurden bei Neuheiden, Satanisten, Skinheads und NSBM-Fans in den USA, Skandinavien und Westeuropa rezipiert. Einige satanistische Organisationen greifen die Ideen Serranos auf. Der Unterschied zwischen Nationalsozialismus und der Neuen Rechten, die zum Teil aus der Geschichte gelernt hat und seine Werke rezipiert, besteht u. a. darin: Ziele und offensichtliche Konsequenzen der nationalsozialistischen Weltanschauung werden hinter modern klingenden Namen und vorgeblich demokratischen Parolen getarnt, die in modernen Spielarten des Okkultismus aufscheinen und die sich unter den Überbegriffen „New Age“, „Zeitenwende“ und „neues Menschsein“ auch auf „uraltes Wissen“ berufen. Serranos Ideen und Schlussfolgerungen werden in esoterischen Gruppen nur selten geteilt und wurden auch bei Alt-Nationalsozialisten meist für Phantasterei gehalten. Bei jüngeren Neonazis kommt es jedoch gut an, dass er die Wirklichkeit des Dritten Reichs zugunsten seiner Mythologie ausblendet. Er ist somit im Randbereich rechtsextremer Esoterik einflussreich, traf etwa Julius Evola und den greisen Herman Wirth. Auch erschienen Übersetzungen in rechtsextremen Verlagen wie der odinistischen 14 Word Press, und Serrano wird in der Untergrundliteratur des Black Order hervorgehoben.

## Veröffentlichungen in deutscher Übersetzung
- Die Besuche der Königin von Saba. (1960) Aurum-Verlag, Freiburg 1980, ISBN 3-591-08154-X.
- Meine Begegnungen mit C. G. Jung und Hermann Hesse in visionärer Schau. (1965) Rascher, Zürich/Stuttgart 1968; Daimon-Verlag, Einsiedeln 1997, ISBN 3-85630-559-9.
- Auf der Suche nach der verborgenen Blume. Eine südamerikanische Legende. (1969) Sphinx-Verlag, Basel 1984, ISBN 3-85914-323-9.
- El – ella. Das Buch der Magischen Liebe. (1972) Sphinx-Verlag, Basel 1982, ISBN 3-85914-311-5.
- Manu – Por el hombre que vendra. Manu- für den der da kommen wird. (1991).
- Adolf Hitler – Der letzte Avatar, (1984) – Alfabeta Impresores, Santiago/Chile 2004 – Vergriffen
- Das Goldene Band – Esoterischer Hitlerismus, 1987.
- Die Preisgabe des Magischen Patagonien, 2003.
- Maya – Die Realitaet ist eine Illusion, 2005.